# تپه سه کوهه
تپه سه کوهه مربوط به دوره اشکانی تا قرون ۶ ـ ۵ ه.ق  است و در شهرستان دهلران، بخش موسیان، ۴ کیلومتری جنوب شرقی شهر موسیان واقع شده و این اثر در تاریخ ۳۰ دی ۱۳۸۵ با شمارهٔ ثبت ۱۶۹۰۹ به عنوان یکی از آثار ملی ایران به ثبت رسیده است.